# Treschietto
Treschietto (Trasdkié nel dialetto della Lunigiana) è una frazione del comune di Bagnone, in Lunigiana, provincia di Massa-Carrara.

## Geografia fisica
Treschietto sorge su di un territorio terrazzato, abitato in epoca storica dagli antichi liguri apuani che per primi vissero in queste terre. L'avvento romano trova delle tracce indelebili nella individuazione del sito castellano, verosimilmente già luogo adibito al controllo dei commerci e delle milizie locali a causa della posizione elevata e della difficoltà di attacchi da valle, protetto com'era da montagne che, seppur non elevate in assoluto, assumono una imponenza non indifferente a causa dell'incredibile dislivello altimetrico concentrato in pochi chilometri. In particolare, spicca il Monte Matto, la montagna che sovrasta Treschietto con la sua peculiare forma appuntita.

## Storia
Parte di un autonomo marchesato Malaspina del ramo di Filattiera, esteso sui borghi di Corlaga, Valle, Vico, Jera, Montale, Agnola, Lurgio, Palestro e Stazzone, era feudo imperiale. Dopo varie vicende il marchesato fu venduto da Ferdinando Malaspina al Granducato di Toscana (1698), facendo sorgere lunghe controversie con gli eredi Malaspina di Filattiera (il cui feudo era già stato ceduto alla Toscana nel 1614) e il Fisco imperiale. Divenuto temporaneamente sovrano di nuovo sotto i Malaspina di Filattiera (1708-1710), ritornò alla Camera imperiale che lo cedette in accomandigia alla Toscana. Il granduca Cosimo III de' Medici, allora, autorizzò il pretendente marchese Giulio Malaspina di Filattiera ad amministrarlo (1710-61). Alla sua morte fu concesso al conte Carlo de Nay (1761-89), figlio di Emmanuel de Nay, conte di Richecourt, presidente della Reggenza toscana. Frattanto, nel 1768 Manfredo Malaspina di Filattiera rinunciò ad ogni diritto sul feudo imperiale, giurando fedeltà alla Toscana. Il granduca Pietro Leopoldo lo concesse nel 1789 al principe Rodolfo Giuseppe Colloredo, finché nel 1793 fu ceduto ai principi Corsini che lo amministrarono fino al 1797.
Il piccolo borgo medioevale fu sede di municipalità a sé stante soppressa soltanto nel 1849, e annessa al comune di Bagnone del cui comprensorio fa tuttora parte.

## Monumenti e luoghi d'interesse
Il castello omonimo (situato a 445 m s.l.m.) fu edificato da Giovanni Malaspina detto il Berretta ed è visibile da gran parte del territorio bagnonese per la sua natura strategica di difesa e di vedetta. La chiesa, dedicata a San Giovanni Battista, è collegata alla torre castellana da un percorso panoramico sulla valle del Bagnone.

## Geografia antropica

### Urbanistica
Il paese ha avuto uno sviluppo urbano di tipo non centripeto, ma per aggregati. Le borgate che compongono Treschietto, vale a dire Fenale (in dialetto della Lunigiana Fenal) nel quale è ubicata la Chiesa paesana, Castello (Castél), Palestro (Palestro), Querceta (Quarcéd) e Valle (Valle), sono caratterizzate ognuna da una propria autonomia strutturale, essendosi formate intorno ad un originario gruppo di abitazioni poi ingranditosi.

## Cultura

### Cucina
Il borgo è diventato celebre nell'ultimo ventennio per la produzione della "cipolla di Treschietto" (in dialetto cigola d'Trasdkié). A quest'ultima è dedicata un'apposita sagra durante la prima settimana di maggio.

### Popolazione
Nella parlata locale la disintegrazione urbana di Treschietto è ben impressa in un modo di dire che attribuisce ai suoi abitanti la nomea di topi d'Trasdkié ("topi di Treschietto"), a sottolineare che per quanto, un tempo, il visitatore esterno si potesse muovere in libertà per il borgo, fosse assai arduo incrociare qualcuno per strada o per i campi, quasi che tutti gli autoctoni stessero nascosti in casa come topi.

Questa vulgata è posta in contrapposizione alla nomea data ad abitanti di altre frazioni confinanti: i gati d'Jera ("i gatti di Jera"), ad indicare il carattere sornione di questa popolazione, e i lupi d'Compiòn ("i lupi di Compione"), ad indicare il loro carattere isolato e solitario. Modi di dire sicuramente sorti nell'ambito delle rivalità paesane e del campanilismo del posto, propri di un mondo che oggi non esiste più.